# Paul Klecki
Paul Klecki též Paweł Klecki (21. března 1900, Lodž, Polsko – 6. března 1973) byl švýcarský dirigent polského původu. Jeden ze světově známých a uznávaných dirigentů.

## Umělecký životopis
Po studiích ve Varšavě zahájil svou uměleckou dráhu nejdříve v Berlíně, a to zprvu jako skladatel. Všechny jeho kompozice však byly během druhé světové války zničeny. Prakticky současně se začal věnovat dirigentské profesi a brzy úspěšně vystoupil se špičkovými evropskými orchestry (například Orchestre National de Paris či Royal Philharmonic Orchestra).
V roce 1946 řídil zahajovací koncert ku příležitosti znovuotevření milánské opery La Scala. Následovala řada nahrávek pro společnost Columbia a velká turné po Střední a Jižní Americe. Delší dobu působil v USA jako umělecký ředitel symfonický orchestrů (Philadelphia, Dallas) a později jako ředitel Orchestre de la Suisse Romande v Ženevě.

## Významné nahrávky
V šedesátých letech 20. století nahrál s Českou filharmonií komplet všech Beethovenových symfonií vynikající úrovně.